# Tibang (Pidie)
Tibang is een bestuurslaag in het regentschap Pidie van de provincie Atjeh, Indonesië. Tibang telt 659 inwoners (volkstelling 2010).